# عملية روبيكون (فلم)
عملية روبيكون (بالألمانية: Operation Rubikon) فيلم تلفزيوني ألماني من جزئين، من إخراج توماس برجر. كتب السيناريو أندرياس فلوجر. أنتج الفيلم يورجن هازه وشركة بروفوبس بتكليف من شبكة بروزيبن التلفزيونية الخاصة. أذيع الفيلم لأول مرة في 22 و23 مايو 2002 على شبكة بروزيبن.

## القصة
المدعي العام سوفي ڤولف (ماريا شرادر) تكلف بقضية تهريب سلاح غير قانوني وتتعاون في عملها مع مكتب الشرطة الجنائية الاتحادي. ووالدها ريتشارد ڤولف (هيلمار تاته) هو رئيس هيئة مكتب الشرطة الجنائية. وخلال مسار الفيلم تصبح العلاقة بينهما محل اختبار قاس. تتشكل وحدة خاص من صغار محققي مكتب الشرطة الجنائية الاتحادي من أجل اكتشاف سر السلاح المهرب. وتتكشف مؤامرة كبيرة تصل إلى أشخاص في الحكومة.

## ترشيحات
ترشح هيلمار تاته ومارتن فايفل لفئة أفضل ممثل في جائزة التلفزيون الألماني للعام 2002.

## استشهادات
1. ↑  "Nominierte 2002". Deutscher Fernsehpreis 2020. مؤرشف من الأصل في 2020-09-23.